# Dorothée Faucher
Dorothée Faucher (2 dicembre 2000) è una sciatrice alpina canadese.

## Biografia
Attiva in gare FIS dal dicembre del 2016, la Faucher ha esordito in Nor-Am Cup il 10 dicembre 2017 a Panorama in supergigante (17ª). Non ha debuttato in Coppa del Mondo né ha preso parte a rassegne olimpiche o iridate.

## Palmarès

### Nor-Am Cup
- Miglior piazzamento in classifica generale: 73ª nel 2018

### Campionati canadesi
- 1 medaglia:
  - 1 bronzo (slalom speciale nel 2019)